# Cacic de carpó escarlata
El cacic de carpó escarlata (Cacicus microrhynchus) és un ocell de la família dels ictèrids (Icteridae).

## Hàbitat i distribució
Habita la selva i vegetació secundària des d'Hondures, cap al sud, a través de Panamà fins l'Equador.

## Taxonomia
Alguns autors consideren que la població meridional, des de Panamà cap al sud, és en realitat una espècie diferent:
- Cacicus pacificus Chapman, 1915 - cacic del Pacífic[2]